# Bier in Litouwen
In Litouwen wordt veel bier gedronken. De Litouwse biercultuur wordt gekenmerkt door een veelheid aan stijlen en het voorkomen van tradities die elders in Europa haast verdwenen zijn. Typisch zijn de vele kleine huisbrouwerijen, waar bier op traditionele wijze wordt vervaardigd. Daarnaast zijn er ook verschillende grote brouwerijen actief in Litouwen. Bekende namen zijn Utenos, Švyturys en Gubernija.

## Bierstijlen

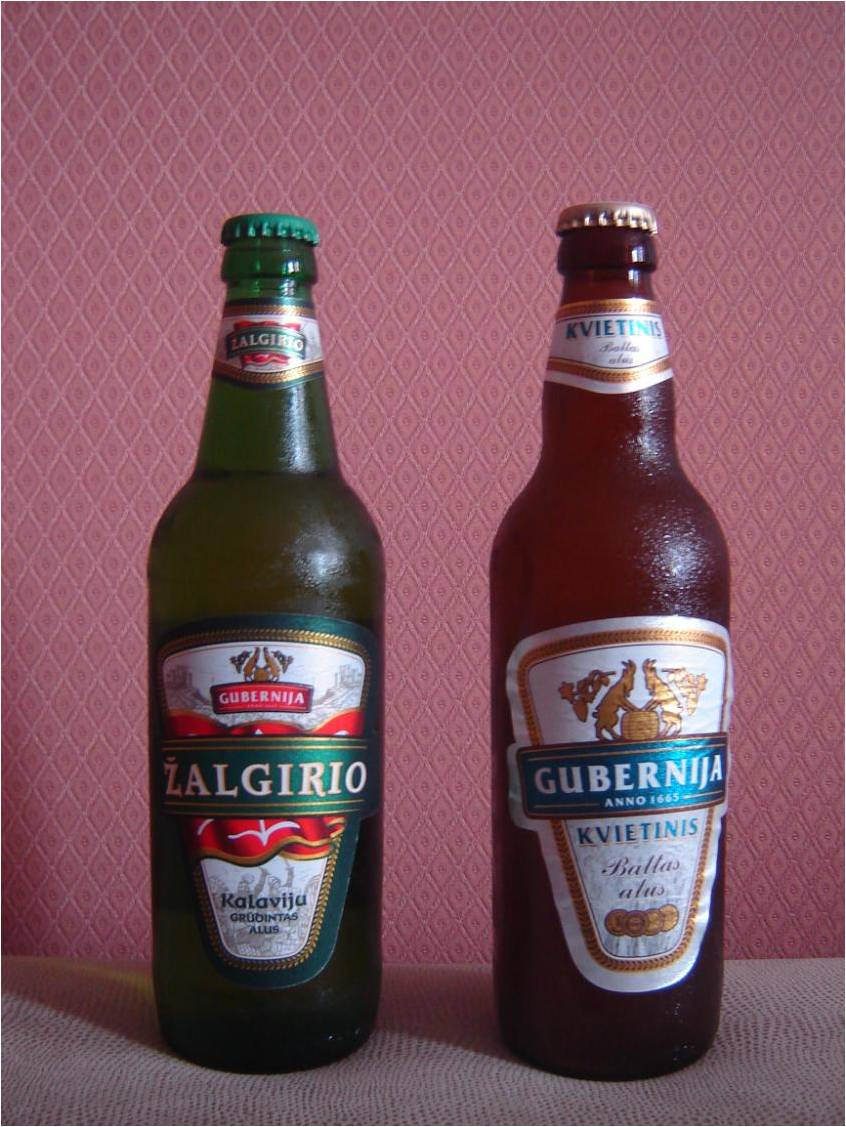
Flessen van Gubernija

De biermarkt wordt gedomineerd door commerciële brouwerijen, die echter niet alleen pils, maar ook toegankelijke donkere bieren en porters brouwen. Deze stijlen worden ook door de kleine brouwerijen gemaakt. Het bier van deze kleine brouwerijen (kaimiškas alus) wordt door liefhebbers meestal meer gewaardeerd. Op het platteland zijn oude brouwmethodes, zoals vergisting in open kuipen, bewaard gebleven.
- Blond bier (šviesus alus)
- Donker bier (tamsus alus)
- Baltische porter (juodas alus)

Naast deze algemeen verkrijgbare stijlen zijn er een aantal stijlen die als typisch Litouws kunnen gelden:
- Gebakken bier (keptinis alus). Voor dit donkere bier wordt brood gebruikt als basis van het wort. Deze brouwmethode was ooit algemeen, maar is alleen in Litouwen nog actueel. Vooral huisbrouwerijen maken echte broodbieren. Sommige commerciële brouwerijen proberen de smaak te benaderen met gebakken mout. Die smaak is uitgesproken moutig en doet denken aan koekjes.
- Rookbier (duminis alus). De gewoonte om de mout te roken was ooit algemeen, maar de traditie hield alleen stand in het Duitse Bamberg en in Litouwen. Het bier heeft een rokerige smaak. In sommige bieren wordt deze smaak benaderd door het wort met hete stenen te verwarmen (als in Steinbier).
- Honingbier (medaus alus). In Litouwen wordt veel honing gewonnen. Honing is dan ook een gewilde smaakmaker in bier. De basis van een honingbier kan een keptinis alus zijn, waardoor de koekjessmaak met die van honing gecombineerd wordt.
- Fruit- en bloesembieren. Door het bier door bloesemtakken te filteren verkrijgt het een uitgesproken fruitige smaak.

De Litouwse biercultuur is nog relatief onbekend in het buitenland. De Litouwse bierstijlen zijn dan ook niet in de doorgaans Engelstalige standaardwerken terug te vinden. Bloggers en recensenten op het internet proberen de Litouwse biercultuur verder in kaart te brengen.

## Gebruiken
Bier heeft een belangrijke rol in de Litouwse samenleving. Bij verschillende feestelijke gelegenheden wordt bier gedronken. In de grote steden zijn gespecialiseerde biercafés. Op folkloristische markten worden ambachtelijke bieren verkocht.
Litouws bier wordt meestal in halve liters uitgeschonken. Zowel getapt bier als flesbier is populair. Bier wordt gedronken als begeleiding bij traditionele maaltijden, maar ook tijdens het uitgaan. Er zijn verschillende kroeghapjes, zoals gebakken mout of roggebrood. Ook thuis wordt bier gedronken. Het is niet ongewoon om een grote petfles te laten vullen bij de tap in een café, om de fles daarna thuis leeg te drinken.

## Cijfers 2011
- Bierproductie: 2,922 miljoen hl
- Export: 286.000 hl
- Import: 402.000 hl
- Bierconsumptie: 2,932 miljoen hl
- Bierconsumptie per inwoner: 95,6 liter
- Actieve brouwerijen: 73[1]

## Brouwerijen (selectie)
- Utenos Alus, Utena, eigendom van Baltic Beverages Holding (Carlsberg)
- Švyturys, Klaipėda, eigendom van Baltic Beverages Holding
- Volfas Engelman, Kaunas, eigendom van de Finse brouwerijgroep Olvi
- Kalnapilio - Tauro grupė, Panevėžys, eigendom van de Deense brouwerijgroep Royal Unibrew

## Bieren (selectie)
- Kalnapilis
- Švyturys
- Tauras
- Utenos
- Volfas Engelman